# 迪里农
迪里农（法語：Dirinon，法語發音：[diʁinɔ̃]）是法国菲尼斯泰尔省的一个市镇，属于布雷斯特区。

## 地理
迪里农（48°23'50"N, 4°16'11"W）面积33.02 平方千米，位于法国布列塔尼大區菲尼斯泰尔省，该省份为法国最西部的省份，位于布列塔尼半岛西部，北西南三面环大西洋，东临阿摩尔滨海省和莫尔比昂省。
与迪里农接壤的市镇（或旧市镇、城区）包括：朗代諾、达乌拉斯、洛佩雷特、庞克朗、圣于尔班。

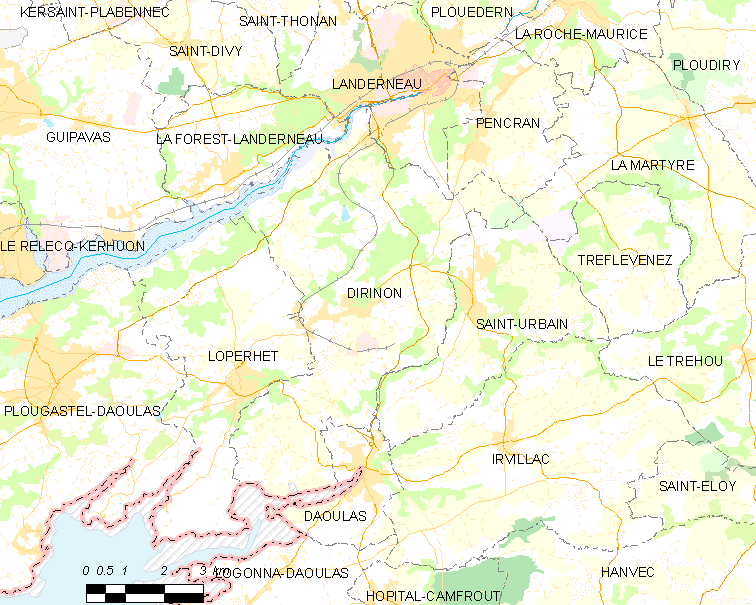
迪里农的OSM定位图

迪里农的时区为UTC+01:00、UTC+02:00（夏令时）。

## 行政
迪里农的邮政编码为29460，INSEE市镇编码为29045。

## 政治
迪里农所属的省级选区为蓬德比莱基梅尔县。

## 人口

1962-2008年间迪里农人口变化图示

迪里农于2022年1月1日时的人口数量为2195人。